# Üçkuyu, Boztepe
Üçkuyu là một xã thuộc huyện Boztepe, tỉnh Kırşehir, Thổ Nhĩ Kỳ. Dân số thời điểm năm 2010 là 133 người.